# Melissa McBride
Melissa Suzanne McBride (Lexington, Kentucky, 23 de mayo de 1965) es una actriz estadounidense y antigua directora de casting. Es conocida por su papel de Carol Peletier en la serie The Walking Dead.

## Carrera
McBride nació en Lexington, Kentucky. Inició su carrera de actuación en 1991, en Atlanta. Su debut televisivo fue en 1993 en un episodio de la serie de la ABC Matlock. En años posteriores apareció en series televisivas como In the Heat of the Night, American Gothic, Profiler, Walker, Texas Ranger y Dawson's Creek.
Durante la década de los '90 McBride tuvo algunos roles secundarios en varias películas para televisión, como por ejemplo Her Deadly Rival (1995) junto a Annie Potts y Harry Hamlin, Close to Danger (1997) con Rob Estes y Pirates of Silicon Valley (1999). En 1996 aparece en la miniserie de la CBS A season in purgatory, basado en la novela homónima de Dominick Dunne. Entre 2000 y 2010, McBride trabajó como directora de casting de películas y comerciales.
En el 2007, el director Frank Darabont sumó a McBride en su película The Mist, junto a Thomas Jane, Laurie Holden y Marcia Gay Harden.

## The Walking Dead
En 2010, McBride se unió al elenco de la serie dramática de televisión de AMC: The Walking Dead basada en la serie de cómics del mismo nombre, interpretando a Carol Peletier (una viuda de mediana edad, víctima de violencia doméstica y madre cariñosa de su hija Sophia Peletier). Fue una actriz recurrente durante la primera temporada de la serie. En 2011 es ascendida al elenco principal al igual que Scott Wilson en la segunda temporada.
La actuación de McBride recibió críticas positivas durante la tercera y cuarta temporadas de la serie, especialmente por el episodio The Grove, el cual está centrado en su personaje.
Por sus actuaciones en la cuarta temporada, McBride obtuvo una nominación a los Critic's Choice Awards y ganó un Saturn Award como Mejor Actriz de Reparto.
Debido a su aumento de protagonismo, la gran importancia de su papel en la serie y su gran evolución, Robert Kirkman ha declarado en una entrevista que no se imagina la muerte de Carol Peletier en la serie, a pesar incluso de la muerte de esta en el cómic. Considera que Carol es fundamental y afirma que es el único personaje que es imposible que muera.
También el personaje de Carol es la única mujer hasta el momento que esta viva desde la primera temporada hasta la actualidad.

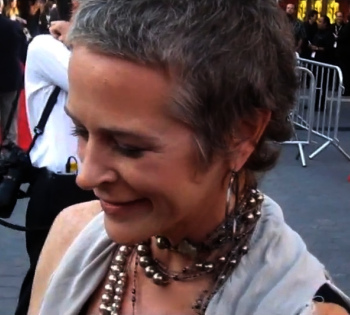
Melissa McBride en 2012.

## Filmografía

### Películas
| Año  | Título                             | Rol                             | Notas                      |
| ---- | ---------------------------------- | ------------------------------- | -------------------------- |
| 1995 | Mutant Species                     | Mamá de Tiffany                 | Personaje secundario       |
| 1995 | Her Deadly Rival                   | Ellie                           | Película para televisión   |
| 1996 | A Season in Purgatory              | Mary Pat Bradley                | Película para televisión   |
| 1997 | Close to Danger                    | Natalie                         | Película para televisión   |
| 1997 | Any Place But Home                 | Brett                           | Película para televisión   |
| 1999 | Piratas de Silicon Valley          | Elizabeth Holmes                | Película para televisión   |
| 1999 | Nathan Dixon                       | Janine Keach                    | Película para televisión   |
| 2002 | The Dangerous Lives of Altar Boys  | Mrs. Doyle                      |                            |
| 2006 | Nailed!                            | Olga                            | Cortometraje               |
| 2007 | Lost Crossing                      | Sheila                          | Cortometraje               |
| 2007 | The Promise                        | Stacey Johnson                  | Protagonista, Cortometraje |
| 2007 | The Mist                           | Madre que busca sus hijos       | Secundario                 |
| 2008 | Delgo                              | Miss Sutley / Elder Pearo (Voz) |                            |
| 2008 | Living proof                       | Sally                           | Película para televisión   |
| 2014 | The Reconstruction of William Zero | Dra. Ashley Bronson             | Personaje Secundario       |
| 2015 | The Happys                         | Kristi                          | Pre-Producción             |

### Televisión
| Año           | Título                        | Rol                        | Notas |
| ------------- | ----------------------------- | -------------------------- | --- |
| 1993          | Matlock                       | Darlene Kellogg / camarera | Episodio:"Matlock's Bad, Bad, Bad Dream" (Temporada 8, episodio 2)                                                             |
| 1994          | In the Heat of the Night      | Reportera                  | Episodios:"Give Me Your Life: Parte 1 y 2" (Temporada 7, episodios 23-24)                                                      |
| 1995          | American Gothic               | Holly Gallagher            | Episodio:"Dead to the World" (Temporada 1, episodio 5)                                                                         |
| 1996          | Profiler                      | Walker Young               | Episodio:"Insight" (Temporada 1, episodio 1)                                                                                   |
| 1997          | Walker, Texas Ranger          | Dra. Rachel Woods          | Episodio: "Lucas: Parte 1 y 2" (Temporada 6, episodio 3-4)                                                                     |
| 1998          | Dawson's Creek                | Nina                       | Episodio:"Road Trip" (Temporada 1, episodio 9)                                                                                 |
| 2003          | Dawson's Creek                | Melanie                    | Episodio:"All Good Things" (Temporada 6, episodio 13)                                                                          |
| 2010-2022     | The Walking Dead              | Carol Peletier             | Recurrente, 4 episodios (temporada 1) Coprotagonista, 24 episodios (temporada 2-3) Protagonista, 97 episodios (temporada 4-11) |
| 2013          | Conan                         | Carol Peletier             | Episodio: "It's not the Hotlanta, It's the Humidylanta"                                                                        |
| 2017          | Robot Chicken                 | Carol Peletier             | Episodio: "The Robot Chicken Walking Dead Special: Look Who’s Walking"                                                         |
| 2018          | Fear the Walking Dead         | Carol Peletier             | Episodio: "What's Your Story?" (temporada 4)                                                                                   |
| 2019          | Ride with Norman Reedus       | Ella misma                 | Episodio: "Scotland With Melissa McBride"                                                                                      |
| 2021          | The Walking Dead: Origins     | Ella misma                 | Episodio: "Carol’s Story" |
| 2023-presente | The Walking Dead: Daryl Dixon | Carol Peletier             | Invitada, 2 episodios (Temporada 1) Protagonista (Temporada 2)                                                                 |

### Premios y nominaciones
| Año  | Premio                           | Categoría                             | Por                                | Resultado |
| ---- | -------------------------------- | ------------------------------------- | ---------------------------------- | --------- |
| 2012 | Premios Satellite                | Mejor Elenco                          | The Walking Dead                   | Ganadora  |
| 2013 | Premios Shorty                   |                                       | Ella misma                         | Nominada  |
| 2014 | Critics' Choice Television Award | Mejor actriz de reparto - Drama       | Carol Peletier en The Walking Dead | Nominada  |
| 2014 | Premios Saturn                   | Mejor actriz en televisión            | Carol Peletier en The Walking Dead | Ganadora  |
| 2015 | Premios Saturn                   | Mejor actriz de reparto en televisión | Carol Peletier en The Walking Dead | Ganadora  |